# اولکسی هونچاروک
اولکسی هونچاروک (اوکراینی: Олексі́й Вале́рійович Гончару́к؛ زادهٔ ۷ ژوئیهٔ ۱۹۸۴) سیاست‌مدار و نخست‌وزیر سابق اوکراین است.